# Маздаизм
Маздаи́зм (маздеи́зм) — название ряда древнеиранских религий, предшествующих зороастризму. В некоторых источниках ошибочно с ним сопоставляется. В отличие от зороастризма, в маздаизме Ахура Мазда — один из богов, равный Митре. Маздаизм совместно с ведизмом относится к индоиранским религиям, имеющим общую мифологию, ритуалы и схожие названия некоторых богов и героев.

## Ахура Мазда в маздаизме
Культ Ахура Мазды, как полагают некоторые историки зороастризма, не был разработан Заратуштрой, он существовал и до проповеди пророка. По мнению Роберта Занера, дозороастрийский Ахура был, несомненно, также связан и с концепцией истины или представлением о некоей «упорядоченности космоса», равно как и с водами, и со светом или с солнцем.

## Другие течения маздаизма
Северная ветвь маздаизма в современной исторической науке известна как туранская религия. Некоторые исследователи другой ветвью маздаизма — юго-восточной — считают распространённую в Тибете традиционную религию бон, однако большинством учёных это отвергается.